# Британский Камерун
Британский Камерун (англ. British Cameroons) — британская мандатная территория в западной Африке, в настоящее время разделён между Нигерией и Камеруном.

## История
Территория современного Камеруна была провозглашена протекторатом Германии в ходе «борьбы за Африку». В ходе Первой мировой войны был оккупирован английскими, французскими и бельгийскими войсками и стал мандатом Великобритании и Франции согласно решению Лиги Наций в 1922 году. Британская часть состояла из двух несмежных территорий, разделённых стыком границ Нигерии и Камеруна.
Французский Камерун обрёл независимость в январе 1960 года, чуть позже, в том же году, независимой стала и Нигерия. Встал вопрос о том, что делать с британской территорией, после нескольких обсуждений и референдума в феврале 1961 года было принято решение. Северная часть, главным образом, мусульманская, отошла к Нигерии, а южная — к Камеруну.